# 基拉茲 (土耳其)
基拉茲是土耳其的城鎮，由伊茲密爾省負責管轄，位於該國西部，距離首府伊茲密爾148公里，面積586平方公里，海拔305米，主要經濟活動有農業和畜牧業，2007年人口8,683。
38°13′50″N 28°12′16″E / 38.2306°N 28.2044°E